# Giuseppe Anepeta
Giuseppe Anepeta (Napoli, 3 marzo 1900 – Roma, 27 marzo 1963) è stato un violinista, pianista, compositore e direttore d'orchestra italiano.

## Biografia
Diplomatosi nel Conservatorio di San Pietro a Majella in violino, pianoforte e composizione, esordì con alcuni brani di musica da camera e successivamente si dedicò alla canzone ed alla direzione delle orchestre di musica leggera.
Nell'immediato dopoguerra fu primo violino al Teatro San Carlo di Napoli. Poi costituì un'orchestra melodica, assumendone la direzione.
Nel 1952 raggiunse maggiore popolarità per il successo ottenuto alla prima edizione del Festival della canzone napoletana con la canzone Desiderio 'e sole. Tra gli altri suoi successi sono: Banane gialle (1934), Ll'urdemo bicchiere (1935),  Nnammurate d' 'a luna (1937), Si chiamma ammore (1938), Primmavera malinconica (1938), Povera figlia (1939) e Nostalgia 'e Margellina (1946).
La sua ultima esibizione, a Napoli, ebbe luogo in occasione del Gran Festival di Piedigrotta nel dicembre del 1962.
Morì all'età di 63 anni la sera del 27 marzo 1963 nel reparto Flaiani dell'Ospedale San Camillo di Roma, dove era stato ricoverato qualche giorno prima per complicazioni cardiocircolatorie, lasciando la moglie Maria Fiorelli e i tre figli.

## Filmografia
- Cose dell'altro mondo, regia di Nunzio Malasomma (1939)
- L'avventuriera del piano di sopra, regia di Raffaello Matarazzo (1941)
- Madunnella, regia di Ernesto Grassi (1947)
- Le due Madonne, regia di Giorgio Simonelli (1949)